# Аро (Бјела)
Аро је насеље у Италији у округу Бијела, региону Пијемонт.
Према процени из 2011. у насељу је живело 218 становника. Насеље се налази на надморској висини од 216 м.